# Cheilosia tshyl
Cheilosia tshyl är en tvåvingeart som beskrevs av Violovitsh 1960. Cheilosia tshyl ingår i släktet örtblomflugor, och familjen blomflugor. Inga underarter finns listade i Catalogue of Life.